# جرج‌تاون (تگزاس)
جورج‌تاون، تگزاس(به انگلیسی: Georgetown, Texas) شهری در ایالت تگزاس از ایالات جنوبی ایالات متحده آمریکا است. در سرشماری سال ۲۰۰۰، جمعیت این شهر ۴۸۲۰۲ نفر اعلام شد.